# ペルーの国旗
ペルーの国旗は、ペルー政府によって1825年に承認された。赤は勇気と愛国心を、白は平和と名誉を象徴する。ペルーの公的機関は、旗の中央に国章が入ったものを使用する。なお、6月7日（アリカの戦いの日）が国旗の日となっている。国章に書かれている動物はビクーニャである。

? 政府機関の使用及び軍艦旗 縦横比=2:3
? 陸軍旗。
軍艦用国籍旗。

## 歴代の国旗

?1785年までの旗
?1785年の旗
?1785年 - 1820年
?ミラー提督に掲げられた1820年10月の旗
? ホセ・デ・サン＝マルティン将軍によって1821年に制定された第一の国旗、1821年-1822年
?トーレ・タグレによる第二の国旗
? 第三の国旗、1822年-1825年
?南ペルー共和国の国旗、1836年-1839年
?ペルー・ボリビア連合の国旗、1836年-1839年
?現在まで続く第四の国旗、1825年-1950年